# 多摩大学生バイトテロ事件
多摩大学生バイトテロ事件（たまだいがくせいバイトテロじけん）は、2013年に発生した多摩大学の男子学生らによるバイトテロ事件である。東京都多摩市のそば屋において、男子学生らが度を越した悪ふざけを実行・SNSに投稿し、それにより店はネット上で炎上、閉店した。

## 概要

### 事件の発生
2013年8月9日に多摩大学に通う複数の大学生が、アルバイトとして働いている東京都多摩市のそば屋の厨房で不衛生な行為をして、その画像をTwitterに投稿した。厨房内の食器洗い機に足を入れたり、流し台に足をかけたり、胸をはだけて店の茶碗を当てているといった内容だった。店長がSNSに画像が載った翌日に店に行くと、日本全国から野次馬のごとくかけられた電話が鳴り止まず、常連からは叱られて金を返すことを求められた。
店長が主犯格の大学生を呼んでなぜこのようなことをしたのかと聞いても、下を向いてスマートフォンをいじっているのみであったという。反省の色が見られない態度に、店長は「もう何を言っても駄目だ」と思ったと後に述べている。
さらにインターネットでも炎上が起き、不潔であるというクレームが相次いで、そば屋は閉店を余儀なくされた。

### 閉店後
閉店後にそば屋の経営者は東京地方裁判所に破産を申請して、同年10月には破産手続きが決定した。そば屋は1984年の創業後、最盛期には3店舗を経営して月に約1億2,000万円の売上を計上するほどであったが、2010年に創業者が死去して、それから妻が経営を引き継ぎ、1店舗のみで再建を図っていたその途上でこの事件が発生した。
店長は犯人の大学生に損害賠償を求める裁判を起こしたものの、求めていたよりも少ない金額で和解することとなった。この事件から6年が経った2019年時点でも、バイトテロを行った本人からの謝罪の言葉はなかったという。店長は後に雑誌に対して送った手紙に、許すことのできない犯人を憎み、彼らの親に対しても「あきれるばかり」という感情を記した。
この事件と前後して他にも類似事件が発生し、アルバイトが店で悪ふざけをして店に損害を与えることを意味するバイトテロという言葉が生まれた。同時期にTwitterに悪ふざけの投稿をすることを意味するバカッターという言葉も生まれている。

### 2019年以後
2019年にも「バイトテロ」の事件が発生したが、この事件では画像ではなく動画を撮影して投稿しており、本記事の事件とはその点が異なる。このため、後の時代では「第一次バイトテロ」として紹介されるようになっている。2019年に『週刊東洋経済』が過去のバイトテロを紹介した記事では、本事件が最悪であったと紹介されている。